# The Kinks Are the Village Green Preservation Society
The Kinks are the Village Green Preservation Society es el sexto álbum de pop/rock lanzado por la banda inglesa The Kinks el 22 de noviembre de 1968.

## Producción
El líder y compositor de la banda Ray Davies compuso este álbum conceptual como un homenaje a la vida en las aldeas inglesas y, por extensión, a la inocencia e idealización de los tiempos pasados y a su gente. Las canciones fueron compiladas usando material grabado en un período de dos años previo al lanzamiento del álbum, al tiempo que Davies dejaba de producir éxitos comerciales para adentrarse en un estilo más personal y nostálgico en sus composiciones. Muchas de las canciones grabadas antes del verano de 1968 fueron originalmente pensadas para un álbum solista de Ray Davies o para un show relacionado con el concepto de la "villa verde", porque Davies no estaba seguro de que se adaptaría al estilo e imagen musical de los Kinks. Pero a medida que el concepto progresaba y los Kinks perdían éxito comercial en 1968, el álbum fue completado como un proyecto de los Kinks. Davies ajustó el álbum hasta el último minuto posible, e incluso detuvo la producción de un lanzamiento anterior para redefinir la selección de canciones.
El concepto del álbum fue inspirado por un tema grabado por la banda en noviembre de 1966, "Village Green", que estuvo inspirado por las actuaciones de los Kinks cerca de Devon a finales de 1966. Esta canción es casi un resumen del tema principal de álbum: "I miss the village green, and all the simple people..." ("Extraño la villa verde y toda su gente simple..."). En adición a la nostalgia, las canciones del álbum abarcan un amplio rango de emociones y experiencias, desde amigos perdidos ("Do You Remember Walter"), recuerdos ("People Take Pictures of Each Other", "Picture Book"), poesía rural ("Animal Farm"), marginación social ("Johnny Thunder", "Wicked Annabella"), situaciones embarazosas ("All of My Friends Were There"), fantasía infantil ("Phenomenal Cat"), abandono del hogar ("Starstruck") y aceptación estoica de la vida ("Big Sky", "Sitting By the Riverside"). Davies no compuso las canciones para rellenar el concepto predeterminado del álbum, sino que éstas se desarrollaron naturalmente a partir de sus intereses de composición nostálgica en ese tiempo. La pista titular, una de las últimas en componerse y grabarse (en agosto de 1968), efectivamente une las canciones a través de una súplica por preservar el sentimentalismo por los objetos, experiencias y personajes ficticios, del progreso y la indiferencia de la vida moderna.
El teclista invitado Nicky Hopkins hizo una importante contribución al álbum. Con la excepción del verdadero arreglo orquestal al principio de la pista "Village Green", los arreglos de cuerdas y viento en pistas como "Animal Farm", "Days", "Starstruck" y "Phenomenal Cat" fueron simulados por el Melotrón, ejecutado por ambos Hopkins y Davies.

## Recepción
El disco vendió pobremente en su lanzamiento inicial y fue ignorado por los oyentes de música pop. Un factor que contribuyó fue que ninguna de las canciones era viable de ser lanzada como sencillo ("Days" un modesto éxito en el Reino Unido de la banda en 1968, fue originalmente propuesto para su inclusión en el álbum pero fue lanzado independientemente después del fallido sencillo "Wonderboy"). El álbum además estaba estilísticamente fuera de tiempo con las tendencias musicales de la época y su poco éxito fue un indicativo del decaimiento comercial de los Kinks durante el período.
Sin embargo, el disco pronto alcanzó un estado de culto como uno de los mejores y más queridos álbumes de la banda. El álbum sólo demostró estar fuera de tiempo con el concepto nostálgico de Davies, pero pronto alcanzó mucho mayor éxito popular.

## Seguimiento
Desde su concepción, Davies parece haber considerado el álbum para presentación en escena y su concepto general sirvió de inspiración para el más ambicioso, pero menos popular, trabajo de los Kinks "Preservation" en 1972-1974. Un relanzamiento de disco triple en el año 2004 incluye una historia de la evolución del disco y una gran cantidad de mezclas alternativas, bonus tracks y rarezas. El álbum también fue el tema de un libro del año 2003 por Andy Miller.

## Lista de canciones
Todas las canciones por Ray Davies

### Versión internacional
| Lado A |                                          |          |  |
| N.º    | Título                                   | Duración |  |
| 1.     | «The Village Green Preservation Society» | 2:45     |  |
| 2.     | «Do You Remember Walter?»                | 2:23     |  |
| 3.     | «Picture Book»                           | 2:34     |  |
| 4.     | «Johnny Thunder»                         | 2:28     |  |
| 5.     | «Last of the Steam-Powered Trains»       | 4:03     |  |
| 6.     | «Big Sky»                                | 2:49     |  |
| 7.     | «Sitting by the Riverside»               | 2:21     |  |

| Lado B |                                      |          |  |
| N.º    | Título                               | Duración |  |
| 8.     | «Animal Farm»                        | 2:57     |  |
| 9.     | «Village Green»                      | 2:10     |  |
| 10.    | «Starstruck»                         | 2:18     |  |
| 11.    | «Phenomenal Cat»                     | 2:34     |  |
| 12.    | «All of My Friends Were There»       | 2:23     |  |
| 13.    | «Wicked Annabella»                   | 2:40     |  |
| 14.    | «Monica»                             | 2:13     |  |
| 15.    | «People Take Pictures of Each Other» | 2:10     |  |

### Versión de 12 canciones
A finales del verano de 1968, los Kinks esperaban lanzar el álbum como un disco doble con 20 canciones, pero Pye Records rechazó este plan. Una edición de 12 pistas fue lanzada en septiembre de 1968 en ciertos mercados europeos y hoy en día es una valiosa pieza de colección, esta eliminaba a "Last of the Steam-Powered Trains", "Big Sky", "Sitting by the Riverside", "Animal Farm" y "All of My Friends Were There", mientras que añadía a Mr. Songbird y Days, un sencillo que se había convertido en un éxito en Reino Unido en junio del 1968. La producción de esta versión fue rápidamente detenida por la insistencia de Ray Davies y la versión final de 15 pistas fue lanzada en noviembre de 1968.
Al igual esta versión presentaba mezclas diferentes para "Do You Remember Walter?", que tenía enterrado el pandero en la mezcla y "People Take Pictures of Each Other", que incluía un final extendido con coda que fue removido a último momento de la versión más conocida.
| Lado A |                                          |          |  |
| N.º    | Título                                   | Duración |  |
| 1.     | «The Village Green Preservation Society» | 2:45     |  |
| 2.     | «Do You Remember Walter?»                | 2:23     |  |
| 3.     | «Picture Book»                           | 2:34     |  |
| 4.     | «Johnny Thunder»                         | 2:28     |  |
| 5.     | «Monica»                                 | 2:13     |  |
| 6.     | «Days»                                   | 2:50     |  |

| Lado B |                                      |          |  |
| N.º    | Título                               | Duración |  |
| 1.     | «Village Green»                      | 2:11     |  |
| 2.     | «Mr. Songbird»                       | 2:27     |  |
| 3.     | «Wicked Annabella»                   | 2:43     |  |
| 4.     | «Starstruck»                         | 2:22     |  |
| 5.     | «Phenomenal Cat»                     | 2:38     |  |
| 6.     | «People Take Pictures of Each Other» | 2:26     |  |

## Reediciones y versiones deluxe

### Reedición enCDde 1998
La reedición de 1998 en disco compacto era el tracklist de 15 canciones original, más la versión de 12 pistas europea en mezcla estereofónica, y además una versión de "Days" en sonido monoaural, tal como fue lanzada en sencillo.

### Edición deluxe del 2004
Una versión deluxe del año 2004 fue lanzada por Sanctuary Records, que incluía 3 discos, el primero era la mezcla en estéreo de la versión del álbum de 15 pistas, al igual el segundo disco era la mezcla en mono, sin embargo, ambos discos tenían bonus tracks, que también están en estéreo y mono respectivamente. El tercer disco se trata de una compilación con rarezas de las sesiones del álbum, tanto en mono como en estéreo.

| Bonus Tracks del Disco 1: Mezcla en estéreo | |          |  |
| N.º                                         | Título | Duración |  |
| 16.                                         | «Mr. Songbird» | 2:24     |  |
| 17.                                         | «Days» (Mezcla de la versión con 12 canciones)                                                                                             | 2:53     |  |
| 18.                                         | «Do You Remember Walter?» (Mezcla de la versión de 12 canciones - Versión con coda al final, que fue eliminada de la mezcla internacional) | 2:25     |  |
| 19.                                         | «People Take Pictures of Each Other» (Mezcla de la versión de 12 canciones - Versión sin pandero)                                          | 2:26     |  |

| Bonus Tracks del Disco 2: Mezcla en mono |                                                            |          |  |
| N.º                                      | Título                                                     | Duración |  |
| 16.                                      | «Days» (Mezcla del sencillo)                               | 2:55     |  |
| 17.                                      | «Mr. Songbird» (Mezcla en mono - Previamente inédito)      | 2:55     |  |
| 18.                                      | «Polly» (Lado B del sencillo Wonderboy)                    | 2:51     |  |
| 19.                                      | «Wonderboy» (Sencillo de 1968)                             | 2:49     |  |
| 20.                                      | «Berkeley Mews» (Lado B del sencillo Lola de 1970)         | 2:36     |  |
| 21.                                      | «Village Green» (Mezcla sin cuerdas - Previamente inédito) | 2:13     |  |

| Disco 3: Curiosidades | |          |  |
| N.º                   | Título | Duración |  |
| 1.                    | «Village Green» (Mezcla con sobre-grabaciones de orquesta - Previamente inédito)                                                                    | 2:22     |  |
| 2.                    | «Misty Water» (Mezcla en estéreo) | 3:05     |  |
| 3.                    | «Berkeley Mews» (Mezcla en estéreo) | 2:40     |  |
| 4.                    | «Easy Come, There You Went» (Descarte del álbum - Previamente inédito)                                                                              | 2:25     |  |
| 5.                    | «Polly» (Mezcla en estéreo) | 2:52     |  |
| 6.                    | «Animal Farm» (Mezcla alternativa en estéreo - Previamente inédito)                                                                                 | 3:02     |  |
| 7.                    | «Phenomenal Cat» (Mezcla instrumental en mono - Previamente inédito)                                                                                | 2:50     |  |
| 8.                    | «Johnny Thunder» (Re-mezcla de las grabaciones multipista originales - Previamente inédito)                                                         | 2:36     |  |
| 9.                    | «Did You See His Name» (Descarte del álbum - Previamente inédito)                                                                                   | 2:00     |  |
| 10.                   | «Mick Avory's Underpants» (Descarte del álbum - Previamente inédito)                                                                                | 2:19     |  |
| 11.                   | «Lavender Hill» (Descarte del álbum) | 2:56     |  |
| 12.                   | «Rosemary Rose» (Descarte del álbum) | 1:44     |  |
| 13.                   | «Wonderboy» | 2:44     |  |
| 14.                   | «Spotty Grotty Anna» (Descarte del álbum) | 2:07     |  |
| 15.                   | «Where Did My Spring Go» (Descarte del álbum) | 2:11     |  |
| 16.                   | «Groovy Movies» (Descarte del álbum) | 2:34     |  |
| 17.                   | «Creeping Jean» (Lado B de Hold My Hand, sencillo de 1969 acreditado a Dave Davies en solitario - Mezcla alternativa previamente inédita más larga) | 3:12     |  |
| 18.                   | «King Kong» (Descarte del álbum) | 3:26     |  |
| 19.                   | «Misty Water» (Mezcla en mono) | 3:12     |  |
| 20.                   | «Do You Remember Walter?» (Sesión de BBC - Previamente inédito)                                                                                     | 2:17     |  |
| 21.                   | «Animal Farm» (Sesión de BBC - Previamente inédito)                                                                                                 | 2:56     |  |
| 22.                   | «Days» (Sesión de BBC - Previamente inédito) | 3:02     |  |

### Caja recopilatoria deluxe del 2018
Para el 50 aniversario del álbum se lanzó una caja recopilatoria que recopilaba además de muchas cosas los vinilos de la versión internacional, en mono y estéreo con el sonido remasterizado, además de otro vinilo con la mezcla en estéreo de la versión europea de 12 canciones como originalmente fue lanzado.
La caja viene con un libro de tapa dura de 52 páginas con extensas notas de la realización del álbum y entrevistas inéditas a la banda. También incluye ensayos de Pete Townshend y otros escritores. Cuenta con un "embalaje especial" con tapa de caja grabada, papel de aluminio y texto metálico, acabado de tela de lino y un "soporte de accesorios a medida".
Incluye un póster del pliegue interior del LP de Village Green, un póster de la gira Empire, Liverpool 1968, fotografías de la sesión fotográfica de Hampstead Heath 1968, fotografía de prensa en color con firmas reproducidas de la banda, Boleto del concierto en Bournemouth del año 1968, tarjeta promocional de Pye Records, la partitura de su sencillo "Days", entre otras cosas.
También incluye réplicas de los sencillos del álbum en vinilo, estos son:

#### Days / She’s Got Everything (1968)
1. Days
2. She's Got Everything

#### Starstruck / Picture Book (1968)
1. Starstruck
2. Picture Book

#### The Village Green Preservation Society / Do You Remember Walter? (1969)
1. The Village Green Preservation Society
2. Do You Remember Walter?

La parte principal de la caja son 5 CDs, como en la edición deluxe del 2004, los dos primeros discos son las mezclas en estéreo y mono del álbum, con algunos bonus tracks también con el sonido indicado en los títulos de cada disco, en total son 11 discos.
La mayoría de las canciones de los discos 3-5 estaban previamente inéditas y todas están remasterizadas.

| Bonus Tracks del Disco 1: Mezcla en estéreo | |          |  |
| N.º                                         | Título | Duración |  |
| 16.                                         | «Days» |          |  |
| 17.                                         | «She's Got Everything» |          |  |
| 18.                                         | «Mr. Songbird» |          |  |
| 19.                                         | «Wonderboy» |          |  |
| 20.                                         | «Polly» |          |  |
| 21.                                         | «Berkeley Mews» |          |  |
| 22.                                         | «Rosemary Rose» |          |  |
| 23.                                         | «Misty Water» |          |  |
| 24.                                         | «Did You See His Name?» |          |  |
| 25.                                         | «Do You Remember Walter?» (Mezcla de la versión de 12 canciones - Versión sin pandero)                                                                |          |  |
| 26.                                         | «Animal Farm» (Mezcla alternativa) |          |  |
| 27.                                         | «People Take Pictures of Each Other» (Mezcla de la versión de 12 canciones - Versión con coda al final, que fue eliminada de la mezcla internacional) |          |  |

| Bonus Tracks del Disco 2: Mezcla en mono |                                                             |          |  |
| N.º                                      | Título                                                      | Duración |  |
| 16.                                      | «Days» (Mezcla del sencillo)                                |          |  |
| 17.                                      | «She's Got Everything» (Lado B - Mezcla del sencillo)       |          |  |
| 18.                                      | «Mr. Songbird»                                              |          |  |
| 19.                                      | «Wonderboy» (Mezcla del sencillo)                           |          |  |
| 20.                                      | «Polly» (Lado B - Mezcla del sencillo)                      |          |  |
| 21.                                      | «Till Death Us Do Apart»                                    |          |  |
| 22.                                      | «Berkeley Mews» (Lado B de Lola - Mezcla del sencillo)      |          |  |
| 23.                                      | «Village Green» (Mezcla alternativa - Toma vocal diferente) |          |  |
| 24.                                      | «Lavender Hill»                                             |          |  |
| 25.                                      | «Rosemary Rose»                                             |          |  |
| 26.                                      | «Pictures in the Sand» (Descarte del álbum)                 |          |  |
| 27.                                      | «Misty Water»                                               |          |  |
| 28.                                      | «Did You See His Name?»                                     |          |  |
| 29.                                      | «Last of the Steam-Powered Trains» (Final alternativo)      |          |  |

| Disco 3: Sesiones de Grabación |                                                                                                |          |  |
| N.º                            | Título                                                                                         | Duración |  |
| 1.                             | «The Village Green Preservation Society» (Plática en el estudio / Mezcla alternativa)          |          |  |
| 2.                             | «Do You Remember Walter?» (Pista de acompañamiento)                                            |          |  |
| 3.                             | «Picture Book» (Plática en el estudio / Mezcla alternativa)                                    |          |  |
| 4.                             | «Johnny Thunder» (Plática en el estudio / Mezcla alternativa)                                  |          |  |
| 5.                             | «Last of the Steam-Powered Trains» (Plática en el estudio / Mezcla alternativa)                |          |  |
| 6.                             | «Big Sky» (Plática en el estudio / Mezcla alternativa)                                         |          |  |
| 7.                             | «Animal Farm» (Plática en el estudio / Tomas 16 y 17)                                          |          |  |
| 8.                             | «Village Green» (Mezcla de acetato inédita)                                                    |          |  |
| 9.                             | «Starstruck» (Plática en el estudio / Mezcla alternativa)                                      |          |  |
| 10.                            | «Phenomenal Cat» (Plática en el estudio / Mezcla alternativa)                                  |          |  |
| 11.                            | «Monica» (Plática en el estudio / Mezcla alternativa)                                          |          |  |
| 12.                            | «People Take Pictures of Each Other» (Plática en el estudio / Mezcla alternativa)              |          |  |
| 13.                            | «Egg Stained Pyjamas» (Descarte del álbum - Pista de acompañamiento)                           |          |  |
| 14.                            | «Days» (Plática en el estudio / Mezcla alternativa)                                            |          |  |
| 15.                            | «She's Got Everything» (Plática en el estudio / Mezcla alternativa)                            |          |  |
| 16.                            | «Misty Water» (Mezcla alternativa)                                                             |          |  |
| 17.                            | «Mr. Songbird» (Mezcla alternativa)                                                            |          |  |
| 18.                            | «Pictures in the Sand» (Pista de acompañamiento)                                               |          |  |
| 19.                            | «Berkeley Mews» (Plática en el estudio / Mezcla alternativa)                                   |          |  |
| 20.                            | «Easy Come, There You Went» (Toma instrumental alternativa - Pista de acompañamiento no usada) |          |  |
| 21.                            | «Did You See His Name?» (Plática en el estudio / Mezcla alternativa)                           |          |  |
| 22.                            | «Mick Avory's Underpants» (Pista de acompañamiento)                                            |          |  |
| 23.                            | «Spotty Grotty Anna» (Pista de acompañamiento)                                                 |          |  |
| 24.                            | «Lavender Hill» (Pista de acompañamiento)                                                      |          |  |
| 25.                            | «Village Green» (Pista de acompañamiento)                                                      |          |  |

| Disco 4: Sesiones de la BBC |                                                                                              |                                                                  |          |  |
| N.º                         | Título                                                                                       | Fecha o Sesión                                                   | Duración |  |
| 1.                          | «Entrevista: Ray Davies habla acerca del trabajo»                                            | Julio de 1968                                                    |          |  |
| 2.                          | «Days»                                                                                       | Top Gear, grabado el 1 de julio de 1968                          |          |  |
| 3.                          | «Waterloo Sunset»                                                                            | Top Gear, grabado el 1 de julio de 1968                          |          |  |
| 4.                          | «Entrevista: Ray Davies habla acerca de su carrera en solitario»                             | Julio de 1968                                                    |          |  |
| 5.                          | «Love Me Till the Sun Shines»                                                                | Top Gear, grabado el 1 de julio de 1968                          |          |  |
| 6.                          | «Monica»                                                                                     | Top Gear, grabado el 1 de julio de 1968                          |          |  |
| 7.                          | «Entrevista: Ray Davies habla acerca de The Village Green»                                   | Noviembre de 1968                                                |          |  |
| 8.                          | «The Village Green Preservation Society»                                                     | Saturday Club, transmitido el 26 de noviembre de 1968            |          |  |
| 9.                          | «Animal Farm»                                                                                | Saturday Club, transmitido el 26 de noviembre de 1968            |          |  |
| 10.                         | «Entrevista: Ray Davies habla acerca de Last of the Steam-Powered Trains»                    | Saturday Club, transmitido el 18 de enero de 1969                |          |  |
| 11.                         | «Last of the Steam-Powered Trains»                                                           | En vivo en el show de Julie Felix, grabado el 7 de enero de 1969 |          |  |
| 12.                         | «Picture Book» (Vocales en vivo)                                                             | En vivo en el show de Julie Felix, grabado el 7 de enero de 1969 |          |  |
| 13.                         | «Do You Remember Walter?» (Mezcla de la BBC)                                                 | Symonds On Sunday, grabado el 2 de abril de 1968                 |          |  |
| 14.                         | «Dedicated Follower of Fashion / A Well Respected Man / Death of a Clown» (Pre-mezcla de TV) | Colour Me Pop, grabado el 22 de julio de 1968                    |          |  |
| 15.                         | «Sunny Afternoon» (Pre-mezcla de TV)                                                         | Colour Me Pop, grabado el 22 de julio de 1968                    |          |  |
| 16.                         | «Picture Book» (Pre-mezcla de TV)                                                            | Colour Me Pop, grabado el 22 de julio de 1968                    |          |  |
| 17.                         | «Days» (Pre-mezcla de TV)                                                                    | Colour Me Pop, grabado el 22 de julio de 1968                    |          |  |
| 18.                         | «Lazy Old Sun» (Pre-mezcla de TV)                                                            | Colour Me Pop, grabado el 22 de julio de 1968                    |          |  |
| 19.                         | «Two Sisters» (Pre-mezcla de TV)                                                             | Colour Me Pop, grabado el 22 de julio de 1968                    |          |  |
| 20.                         | «Monica» (Pre-mezcla de TV)                                                                  | Colour Me Pop, grabado el 22 de julio de 1968                    |          |  |
| 21.                         | «Lincoln County» (Pre-mezcla de TV)                                                          | Colour Me Pop, grabado el 22 de julio de 1968                    |          |  |
| 22.                         | «Where Did My Spring Go?»                                                                    | Where Was My Spring?, grabado en 1969                            |          |  |
| 23.                         | «When I Turn Off the Living Room Light»                                                      | Where Was My Spring?, grabado en 1969                            |          |  |

| Disco 5: Demos, Sesiones de Estudio y la suite de Village Green | |          |  |
| N.º                                                             | Título | Duración |  |
| 1.                                                              | «Medley de Demos Caseros»                                                                                            |          |  |
| 2.                                                              | «Days» (Toma alternativa - versión acústica)                                                                         |          |  |
| 3.                                                              | «Mr. Songbird» (Mezcla alternativa)                                                                                  |          |  |
| 4.                                                              | «The Village Green Preservation Society» (Mezcla alternativa)                                                        |          |  |
| 5.                                                              | «Johnny Thunder» (Pista de acompañamiento)                                                                           |          |  |
| 6.                                                              | «Big Sky» (Mezcla alternativa)                                                                                       |          |  |
| 7.                                                              | «Phenomenal Cat» (Pista de acompañamiento)                                                                           |          |  |
| 8.                                                              | «Picture Book» (Vocales y guitarra)                                                                                  |          |  |
| 9.                                                              | «Animal Farm» (Pista de acompañamiento)                                                                              |          |  |
| 10.                                                             | «Time Song» (Mezcla del monitor)                                                                                     |          |  |
| 11.                                                             | «The Village Green Preservation Society» (Versión de Preservation)                                                   |          |  |
| 12.                                                             | «Medley: Picture Book / People Take Pictures Of Each Other» (Versión de Preservation)                                |          |  |
| 13.                                                             | «Village Green Overture» (Versión de Preservation)                                                                   |          |  |
| 14.                                                             | «Days (con la sinfonía de The DR y conjunto vocal)» (En vivo)                                                        |          |  |
| 15.                                                             | «Village Green Suite: Intro hablada por Ray Davies» (En vivo)                                                        |          |  |
| 16.                                                             | «Village Green Suite: Village Green (con la sinfonía de The DR y conjunto vocal)» (En vivo)                          |          |  |
| 17.                                                             | «Village Green Suite: Picture Book (con la sinfonía de The DR y conjunto vocal)» (En vivo)                           |          |  |
| 18.                                                             | «Village Green Suite: Big Sky (con la sinfonía de The DR y conjunto vocal)» (En vivo)                                |          |  |
| 19.                                                             | «Village Green Suite: Do You Remember Walter? (con la sinfonía de The DR y conjunto vocal)» (En vivo)                |          |  |
| 20.                                                             | «Village Green Suite: Johnny Thunder (con la sinfonía de The DR y conjunto vocal)» (En vivo)                         |          |  |
| 21.                                                             | «Village Green Suite: The Village Green Preservation Society (con la sinfonía de The DR y conjunto vocal)» (En vivo) |          |  |
| 22.                                                             | «The Way Love Used to Be (con la sinfonía de The DR y conjunto vocal)» (En vivo)                                     |          |  |

## Personal
- Ray Davies – voz principal, guitarra, teclados, armónica.
- Dave Davies – primera guitarra, segunda voz, voz principal en "Wicked Annabella"
- Pete Quaife – bajo, segunda voz
- Mick Avory – batería, percusión
- Nicky Hopkins – teclados, melotrón
- Rasa Davies – segunda voz

- Datos: Q254078